# 1,4-シクロヘキサジエン
1,4-シクロヘキサジエン(1,4-Cyclohexadiene)は、C6H8の化学式を持つ有機化合物である。無色で可燃性の液体で、テルペノイドと呼ばれる一連の化合物のプロトタイプであることにより、学術的な興味を集めている。異性体として、1,3-シクロヘキサジエンが存在する。消防法に定める第4類危険物 第1石油類に該当する。

## 合成と反応
実験室では、置換1,4-シクロヘキサジエンは、アルカリ金属とアンモニア等のプロトンドナーを用いて、関連する芳香族化合物のバーチ還元によって合成される。この方法で、過還元されて全て飽和した環が生成されるのを防ぐ。
1,4-シクロヘキサジエン及びその誘導体は、容易に芳香族化する。実験室では、チャコールに固定したパラジウム等の水素転移剤とともにスチレン等のアルカリを用いて行う。

## 関連文献
- 大前巌「1,4-シクロヘキサジエン」『有機合成化学協会誌』第36巻第2号、有機合成化学協会、1978年、133-145頁、doi:10.5059/yukigoseikyokaishi.36.133。